# Fred Crane
Fred Crane, all'anagrafe Herman Frederick Crane (New Orleans, 22 marzo 1918 – Atlanta, 21 agosto 2008), è stato un attore e conduttore radiofonico statunitense.
È principalmente noto per aver interpretato il ruolo di Brent Tarlerton in Via col vento.

## Biografia
A vent'anni Crane si trasferì a Los Angeles per cercare fortuna nel mondo del cinema. Grazie al suo bell'aspetto e al suo accento del Sud riesce ad ottenere la parte di Brent Tarleton, un ammiratore di Scarlett O'Hara, un ruolo secondario che però ha l'onore di recitare la battuta introduttiva del film. La guerra interruppe la sua carriera cinematografica, e al suo ritorno Crane riuscì solo ad ottenere piccole parti in telefilm e serie televisive.
Grazie alla sua voce però riuscì a far carriera come conduttore radiofonico, lavorando per 41 anni nella stazione radio KFAC dove presentava il programma mattutino.

## Filmografia

### Cinema
- Via col vento (Gone with the Wind), regia di Victor Fleming (1939)
- The Gay Amigo, regia di Wallace Fox (1949)

### Televisione
- Lawman – serie TV, 3 episodi (1960-1961)
- Surfside 6 – serie TV, episodio 1x20 (1961)
- Ai confini della realtà (The Twilight Zone) – serie TV, 1 episodio (1963)
- Lost in Space – serie TV, 1 episodio (1965)
- Viaggio in fondo al mare (Voyage to the Bottom of the Sea) – serie TV, 1 episodio (1965)
- Peyton Place – soap opera, 7 puntate (1965-1966)
- General Hospital – soap opera, 1 puntata (1987)